# 石亭グループ
石亭グループ（せきていグループ）は、かつて存在した日本のレジャーホテルチェーン運営会社である。国内のほかにアメリカのホノルルでも事業した。2006年6月に破産して一部ホテルは別法人へ承継・譲渡する。
創業者は羽根田武夫。
1990年4月に石亭開発から改称したサザレコーポレーションは、グループ中核会社としてホテルの他レストランやゴルフ場などレジャー施設も経営したが、グループ破産前の2004年10月18日に破産した。サザレコーポレーションの運営期間は、サザレグループと称した。
1990年初頭はテレビCMも放送し、TBSテレビ「私の絵」放送開始当初、一社提供スポンサーであった。1989年から1991年まで広島女子オープンゴルフをスポンサードして「ウイングフィールドカップ石亭レディス」（1989年）、「SAZALEクイーンズ」（1990年・1991年）として当時運営した日光市のウイングフィールドゴルフ倶楽部で開催した。